# Mon amie Lucky
Mon amie Lucky (You Lucky Dog) est un téléfilm canadien réalisé par John Bradshaw, diffusé aux États-Unis le 26 juin 2010 sur Hallmark Channel.

## Fiche technique
- Titre original : You Lucky Dog
- Réalisation : John Bradshaw
- Scénario : Kevin Commins
- Pays : Canada
- Durée : 110 minutes

## Distribution
- Harry Hamlin : Jim Rayborn
- Natasha Henstridge : Lisa Rayborn
- Anthony Lemke : Don
- Lawrence Dane : Clay Rayborn
- Alex Cardillo (en) : Alex
- Geri Hall (en) : Bonnie
- Bill Lake (en) : Shérif
- Candy Larson : Laurie
- Maya Lowe : Maya
- Erin Pitt (en) : Erin